# Кралско имение Поленцо
Кралското имение „Поленцо“ (на италиански: Tenura reale di Pollenzo) се намира в Поленцо – подселище на град Бра в Пиемонт, Северна Италия. 
То е част от Савойските кралски резиденции, признати през 1997 г. от ЮНЕСКО за обект на Световното културно наследство като част от системата от замъци, дворци и обществени сгради, построени по инициатива на херцозите, принцовете и кралете от Савойския дом в различните му клонове, главно клона Савоя-Каринян, от който произлиза кралят на Сардиния Карл Алберт. 
Имението е любимото място за почивка на Карл Алберт след преустройството през 1832 г. на съществуващия замък, построен в края на 15 век. Селището Поленцо с имението, Агенцията, парка, земята, фермите и лозята става място, където се посвещават на селскостопански и енологични експерименти, както и ловна хижа.
Днес в част от комплекса се помещава Университетът по гастронономически науки.
Към 2022 г. кралският замък е частна собственост и не е посещаем.

## История
В двехилядолетната история на Поленцо („Поленция“ за древните римляни) укрепления, замъци и църкви са строени и разрушавани на няколко пъти.

### Феодална и ренесансова резиденция
Музеят на Бра пази древноримски и ранносредновековни находки от археологическите разкопки на обекта на Древния Поленцо. След големи спорове през 12-13 век между големите комуни на Долен Пиемонт, които водят до пълното му унищожаване, Поленцо става седалище на графството на висконтския патриций Антонио Поро. Поро насърчава изграждането на замък от инженера Андреа да Модена през 1386 г. 
След няколко десетилетия крепостта става престижна феодална резиденция на маркизите на Романяно. През втората половина на 16 век те започват дълбоко обновяване на замъка по маниеристки модел, който трябва да бъде поставен в система със съвременната им архитектура в районите на Савиляно и Салуцо; няколко скулптурни находки и най-вече документи в Алба и Казале Монферато позволяват да се реконструира отлично една историко-художествена фаза, напълно зачеркната между 1832 и 1847 г.

### Промени при Карл Алберт
Случаят с Поленцо през онези години е симптоматичен за особената романтична визия на поръчителя крал Карл Алберт - също и чрез посредничеството на неговите творци, насочени към готическо възраждане, което вече е далеч от моделите на Хорас Уолпоул: интервенциите през карлоалбертинската епоха включват пълното унищожаване на по-голямата част от средновековното и протомодерното селище с повечето селски и отбранителни поселища от 14 век, на църквата Сан Виторе, на инфраструктурната тъкан на мястото (вътрешни и външни пътища, четирите „пристанища“ между Поленцо, Изола и десния бряг на река Танаро) и на замъка, както отвън (непокътнат остава само донжонът), така и отвътре.
Всички тези промени са в името на тържеството на едно пресъздадено Средновековие, но с чести и широко разпространени елементи на противоречие в най-разкошната класическа форма, идеализирана от архитекта Пеладжо Паладжи. Архитектът Ернесто Мелано си сътрудничи с Паладжи за сградите и с архитекта Ксавие Куртен за новия парк.
Положителният аспект на савойската намеса в Поленцо е, че новите творения включват творци, които преследват форма на проект както за новата съвкупност, така и за всеки дребен артефакт: с това се сблъскваме тук, изследвайки произведенията на Пеладжо Паладжи (чийто „истински“ неоготически, но неосъществен проект за фасадите на замъка може да се проследи в Архива на Паладжи на Архигимназията на Болоня), Ернесто Мелано, Карло Белозио, Монкалво и Джузепе II Гаджини. Заедно с тези творци, на които суверенът поверява прекрояването на целия Поленцо, са извикани и множество други високопрофесионални творци (включително Пиетро Кремона), които си сътрудничат, за да създадат новия образ на селището с неговия площад с фонтан, църквата, фермата Албертина, замъка и основно – неговата Агенция.

### Граф на Поленцо
Виктор Емануил III, абдикирайки на 9 май 1946 г., приема името Граф на Поленцо. Там той се посвещава на любимите си селскостопански изследвания.

### Смяна на собствеността
След институционалната промяна през 1946 г. замъкът, както и другите частни имоти на Савойския дом, са в центъра на правен спор, който води до конфискуване на активите. Замъкът и част от имението му остават собственост на Савоя до 1972 г., когато са продадени на сем. Фрус – собственици на компанията за уреди Кастор. Собствеността винаги е била частна.

## Църква „Сан Виторе“
Свързана със замъка е и църквата Сан Виторе. Тя също е построена през 1840 г. в неоготически стил и е дело на архитекта Ернесто Мелано. Вътре се намира Мъченичество на Св. Виктор, нарисувано от Карло Белозио, както и скъпоценен дървен хор от 16 век от Абатство „Стафарда“.

## Агенция
Обект на функционално възстановяване, комплексът, наречен Агенция, е карлоалбертинска сграда, разположена близо до замъка с изглед към площада, където се намира църквата „Сан Виторе“. Агенцията е използвана като седалище на уникалния в Италия Университет по гастрономически науки и на Банката на виното.